# いちばんやさしい風はあなたが持っている
『いちばんやさしい風はあなたが持っている』（いちばんやさしいかぜはあなたがもっている）は、日本の女性シンガーソングライターである西脇唯の3枚目のアルバム（2ndフルアルバム）。

## 収録曲
- 全作詞・作曲：西脇唯／編曲：加藤みちあき（1,6）新川博（3,4,9）清水信之（5,8）奥慶一（2,7）大村雅朗（10）

1. 窓をあけてドアをあけて (4:29)
  - テレビ朝日系『紺野美沙子の科学館』エンディングテーマ
2. 天使のような風の吹く日 (4:49)
3. いちばんやさしい風はあなたが持っている (Album Remix) (5:35)
  - 「“彼女”になりたかった日」のカップリング曲のアルバムバージョン。
  - 郵便局の簡易保険CMイメージソング
4. KNOCKDOWN (4:18)
5. “彼女”になりたかった日 (4:58)
  - 4thシングル。
  - テレビ朝日系月曜ドラマ・イン『クニさんちの魔女たち』エンディングテーマ
6. 出会った頃のように (Album Version) (6:17)
  - 「見つめずには いられない」カップリング曲のアルバムバージョン。
7. ひぐらし (3:59)
8. WISH (4:33)
9. 見つめずには いられない (Album Remix) (4:33)
  - 3rdシングル。
  - フィリップモリス スーパーライトCMソング
10. あの場所から (5:29)

## 参加ミュージシャン
| 窓をあけてドアをあけて - Computer Manipulator : 山中剛 - Bass : 美久月千晴 - Guitar : 加藤みちあき - Drums : 青山純 天使のような風の吹く日 - Computer Manipulator : 美島豊明, 山中剛 - Bass : 富倉安生 - Acoustic Guitar : 笛吹利明 - Guitar : 松原正樹 KNOCKDOWN - Guitar : 梶原順 “彼女”になりたかった日 - Computer Manipulator : 田端元 - Background Vocal : 西脇唯 | 出会った頃のように (Album Version) - Computer Manipulator : 山中剛 - Keyboards : 矢島マキ - Guitar : 加藤みちあき - Bass : 美久月千晴 - Trumpet : 兼崎順一, 高橋一光, 佐々木史郎 - Trombone : 岡田澄雄 - Saxophone : 渕野繁雄 - Strings : フェイズ14 - Background Vocals : BUNNY HULL, CARMEN CARTER, NIKKI LEE ひぐらし - Computer Manipulator : 美島豊明, 山中剛 - Cello : 四家卯大 - Bass : 富倉安生 - Acoustic Guitar : 笛吹利明 WISH - Computer Manipulator : 田端元 - Guitar : 清水信之 見つめずには いられない (Album Remix) - Guitar : 梶原順 あの場所から - Computer Manipulator : 石川鉄男, 浦田恵司 - Bass : 高水健司 - G.Electric Sitar : 松原正樹 |